# Metro de Lille
El Metro de Lille (en francés: Métro de Lille) es el primer metro del mundo que empleó la tecnología VAL. El término VAL es un acrónimo que actualmente significa Vehículo Automático Ligero, si bien al principio significaba Villeneuve-d'Ascq - Lille. Ciertos estudiantes de Villeneuve-d'Ascq popularizaron más tarde la expresión Vite À Lille, Vite Au Lit (Rápidamente A Lille, Rápidamente A la Cama).
Totalmente automatizado, el metro de Lille no necesita conductor, y se desmarca de numerosas otras redes metropolitanas por sus andenes protegidos: no hay ningún riesgo de caer sobre la vía gracias a un vano vítreo y a las puertas automáticas sobre toda la longitud del andén. Las puertas no se abren más que cuando el tren se para, efectuándose la subida y el descenso de los viajeros como en un ascensor.
El metro de Lille, contrariamente a su homólogo parisino, el metro de París, es un metro de pequeño gálibo. Un tren de metro está compuesto por dos vagones, aunque la mayoría de las estaciones se han acondicionado para poder acoger trenes de cuatro vagones.
Al principio, cada municipio disponía de un presupuesto propio para que pueda elegir a un arquitecto y un artista para la creación de las estaciones que se encuentren en su municipio. Esta medida se tomó en el momento de la construcción de la línea 2. Pero en el momento de su prolongación, ciertas estaciones nuevas no se han beneficiado de obras de arte.

## Líneas

Mapa de la red de metro y tranvía de Lille.

| Línea | Color    | Ruta                          | Apertura | Longitud | Estaciones |
| ----- | -------- | ----------------------------- | -------- | -------- | ---------- |
|       | Amarillo | 4 Cantons ↔ C.H.R. B-Calmette | 1983     | 13,5 km  | 18         |
|       | Rojo     | St-Philibert ↔ C.H. Dron      | 1989     | 32 km    | 41         |

### Línea 1
La primera línea, de una longitud de 13,5 km (de los cuales 8,5 km son subterráneos) fue inaugurada en Lille el 25 de abril de 1983, fecha en la cual conectaba las estaciones Quatre Cantons (Villeneuve d'Ascq) y République (Lille). La ampliación de esta primera línea hasta CHR B Calmette fue inaugurada el 2 de mayo de 1984.
Esta primera línea es frecuentada por término medio por 135 000 personas por día.

### Línea 2
La segunda línea, de una longitud de 31,7 km, comprende 43 estaciones, se trata además de la línea de metro automático más larga del mundo. Su apertura se efectuó en 5 fases:
- 3 de abril de 1989 - Saint Philibert - Gare Lille Flandres
- 5 de mayo de 1994 - Gare Lille Flandres - Gare Lille Europe
- mayo de 1995 - Gare Lille Europe - Fort de Mons
- 18 de agosto de 1999 - Fort de Mons- Tourcoing-Centre
- 27 de octubre de 2000 - Tourcoing-Centre - CH Dron

La frecuentación diaria de la línea 2 se eleva a 130 000 personas.

## Proyectos
- Se ha considerado desde hace varios años un proyecto de extensión de la línea 1 hacia el aeropuerto de Lille-Lesquin. Este proyecto se encuentra hoy en competencia con otro que propone una línea de tecnología Train-Tram (Tren-Tranvía).

- Se ha rechazado el proyecto de la línea 3 del metro y se ha reemplazado por una línea de autobús.
- El proyecto de paso de trenes de dos vagones a cuatro es el único proyecto cuyo estudio está todavía en desarrollo.